# ラタナクル・プルティラット・セリレオングリト
ラタナクル・プルティラット・セリレオングリト、Ratanakul Prutirat Serireongrith （タイ語：พฤฒิรัตน์ รัตนกุล เสรีเริงฤทธิ์พฤฒิรัตน์ รัตนกุล เสรีเริงฤทธิ์ 、発音：[[pʰrʉt.ti.rat rat.ta.na.kun se.riː.rəŋ.rit][pʰrʉt.ti.rat rat.ta.na.kun se.riː.rəŋ.rit]]; * 1957年7月19日 - ）は、タイの元レーシングドライバー。

## キャリア
1996年、プルティラットは、ドイツのツーリングカー選手権の後継シリーズである国際ツーリングカー選手権（ITC）のレースウィークエンドに登録された。パーソンモータースポーツが使用したメルセデスベンツCクラスV8で、彼はディープホルツ空軍基地で予選を試みたが、予選通過はならなかった。プルティラットは、この間、全日本ツーリングカー選手権 (JTC)や東南アジア・ツーリングカー・ゾーン・チャレンジに参戦。オペルや日産のドライバーとして活躍した。
1996年から1998年の間、彼はさまざまなGTレーシングシリーズにも参加した。
2002年に彼はBMW・320iでシューベルト・モータースポーツより、ドイツツーリングカーチャレンジに参加し、4つのレースで62ポイントを獲得した。これは彼にシーズンの終わりに19位を与えた。 2003年にはBMW320iでもDTCにとどまり、チームをER・コンペティションに変更し、93ポイントで14位になった。
彼の現役最後のシーズンは、2005年のアジアツーリングカー選手権で、BMW・320iで6レース参戦。3位表彰台も獲得し、総合5位であった。

## Webリンク
- ドライバーデータベースの統計
- motorsport-total.comのDTM統計